# 中村茂
中村 茂（なかむら しげる、1891年 - 1969年）は、沖縄県の空手家。昭和期の空手家で、沖縄拳法の創始者。

## 概要
1891年（明治24年）、父・中村幸吉、母・カメの長男として沖縄本島北部の名護間切（現・名護市）に生まれた。幼少の頃より祖父や親戚から武勇伝を聞いて育ち、武術に興味を持った。夭折した父やその弟にあたる叔父・中村貞一から「手（ティー）」と琉球古武術の手ほどきを受けた後、沖縄県立第一中学校（現・首里高校）に入学。屋部憲通、花城長茂、東恩納寛量、糸洲安恒らから空手の指導を受ける。当時の一中の唐手師範は糸洲安恒、師範代は花城長茂だったので、中村は両者に師事したものと思われる。卒業後は名護に戻り、そこで「久茂地の山原国吉（やんばるくにし）」こと、国吉真吉にも師事した。国吉真吉は、査氏国吉家の後裔で「武士国吉（クニシ）」ともあだ名される著名な武術家であった。那覇・久茂地村に住んでいたが60歳頃に名護に転居してきたので、中村は国吉に師事する事になった。国吉からはニーセーシ等の型を習った。中村はその後、さらに喜屋武朝徳や本部朝基らとも修業を重ねた。
1960年（昭和35年）1月、読谷村謝刈にあった島袋善良（少林流）の島袋道場で、当時の全日本空手道連盟理事であった保勇（少林寺流錬心舘）が仲立ちとなって、全日本空手道連盟沖縄地区特別本部結成の会合が開かれ、中村は最高師範に就任した。また顧問には兼島信助（渡山流）、与那覇政牛（少林流）、会長は島袋善良、副会長には仲村寛、仲里常延（少林寺流）、特別技術部長には高度な組手技の評価を買われて、県外の保勇（鹿児島）が就任した。同年3月に中村は、島袋善良、仲里常延らと共に保勇の招聘を受け、福岡県で開催された全日本空手道連盟第三回西日本空手道選手権大会に参加した。1961年（昭和36年）、沖縄古武道協会（会長・比嘉清徳）の結成に、島袋龍夫（一心流）、上原清吉、祖堅方範、兼島信助、島袋善良らと共に参画、同年開催された第一回古武道大会ではニーセーシの型を披露した。
中村茂は沖縄の空手には本来流派ないという意味で「沖縄拳法」を名乗ったが、今日では「沖縄拳法」は中村茂の流派名としても認識されている。中村茂は、戦後、沖縄ではじめて防具付き空手を始めた一人であり、「ティージクンデーイチ（手拳第一）」を理念とする実戦空手家でもあった。中村は1969年（昭和44年）に死去した。